# Chauffour-sur-Vell
 Chauffour-sur-Vell  (en occitano Chauç-Forn) es una comuna y población de Francia, en la región de Lemosín, departamento de Corrèze, en el distrito de Brive-la-Gaillarde y cantón de Meyssac.
Su población en el censo de 2008 era de 368 habitantes.
Está integrada en la Communauté de communes des Villages du Midi Corrézien. Se encuentra próxima al límite con Lot.

## Demografía
| 274 | 287 | 297 | 289 | 325 | 320 | 368 |
| Para los censos de 1962 a 1999 la población legal corresponde a la población sin duplicidades (Fuente: INSEE [Consultar]) |     |     |     |     |     |     |